# 花園線
花園線（日语：／ Hanazono sen */?），是一條由伊予鐵道營運的鐵道路線，連接愛媛縣松山市的松山市站至南堀端停留場，是一條短程的連絡路線。
觀光列車「少爺列車」會駛經此路段，並提供由松山市站前站開往道後溫泉站的服務。到站時，動力車頭會轉換方向。

## 路線資料
- 路線距離（營業距離）：0.4公里
- 軌距：1067毫米
- 停留場數：2個（包括起終點站）
- 複線路段：全線複線
- 電氣化路段：全線電氣化（直流600V）

## 運行系統
- 1 環狀線：全線
- 2 環狀線：全線
- 3 市站線：全線
- 「少爺列車」：全線

## 歷史
- 1947年3月25日：開業。
- 2015年3月1日：行經本線的電車加設英文到站提示廣播[1]。

## 停留場列表
範例
少爺列車以外停靠各停留場
：少爺列車也可上下車，☆：少爺列車只可下車
所有停留場都位於愛媛縣松山市
| 車站編號 | 中文停留場名 | 日文停留場名 | 英文停留場名 | 營業距離 | 系統  | 系統  | 系統  | 系統  | 系統  | 系統     | 接續路線                                              |
| -------- | ------------ | ------------ | ------------ | -------- | ----- | ----- | ----- | ----- | ----- | -------- | ----------------------------------------------------- |
| 01       | 松山市站     |              |              | 0.0      | 1號線 | 2號線 | 3號線 |       | 6號線 | 少爺列車 | 伊予鐵道：■高濱線、■橫河原線、■郡中線（松山市：IY10） |
| 02       | 南堀端       |              |              | 0.4      | 1號線 | 2號線 | 3號線 | 5號線 | 6號線 | ☆        | 伊予鐵道：城南線                                      |